# Гора (Борисовский район)
Гора (бел. Гара) — деревня в Борисовском районе Минской области Белоруссии. Расположена на правом берегу Березины, в 8 км к юго-востоку от Борисова, на восточной стороне дороги Р67, к югу от автомагистрали М1 (E 30).
В 2009 году население достигло 653 человека.
31 октября 2019 года провели газ.
В 2020 году проведён ремонт автомобильной дороги Н-8111 Гора — Струпень — Пересады общей протяженностью 11,2 км в цементобетонном исполнении.
В настоящее время в селе действует 1 магазин.
Недалеко располагается база отдыха Чайка и Агроусадьба «Медвежья заводь».